# Esperance (village, New York)
Ne doit pas être confondu avec Esperance (ville, New York).
Esperance est un village du comté de Schoharie, dans l'État de New York, aux États-Unis,. En 2010, il comptait une population de 345 habitants.

## Démographie
Lors du recensement de 2010, le village comptait une population de 345 habitants, tandis qu'en 2019, elle est estimée à 325 habitants.